# لاندکرن
لاندکرن (به آلمانی: Landkern) یک شهر در آلمان است که در کوخم-تسل واقع شده‌است. لاندکرن ۹۴۰ نفر جمعیت دارد.